# Shame (película)
Shame (titulada como Shame: Deseos culpables o Shame: Sin reservas en algunos países hispanohablantes) es una película británica estrenada en 2011. Dirigida por Steve McQueen sobre un guion propio y de Abi Morgan, la cinta está protagonizada por Michael Fassbender y Carey Mulligan.

## Argumento
La película narra la historia de Brandon Sullivan (Michael Fassbender), un hombre de unos 30 años que vive y trabaja en Nueva York. Brandon sufre de adicción sexual, pasa su tiempo buscando todo tipo de aventuras sexuales: ve películas pornográficas en la computadora, contrata prostitutas, busca mujeres en los bares o contacta mujeres en el metro y también entra a un establecimiento de encuentros homosexuales. De repente, su hermana (Carey Mulligan) -que sin solución para sus problemas psicológicos, está recurriendo a él una vez más- aparece en su apartamento. Él decide, con la presencia de ella en su vida, romper con todo: tira a la basura toda su pornografía e intenta iniciar una relación de pareja comprometida con Marianne (Nicole Beharie), una de sus compañeras de oficina.

## Reparto
- Michael Fassbender como Brandon Sullivan.
- Carey Mulligan como Sissy Sullivan.
- James Badge Dale como David Fisher.
- Nicole Beharie como Marianne.
- Hannah Ware como Samantha.
- Alex Manette como Steven.

## Banda sonora
La música original de la película es de Harry Escott. Incluye también temas de John Coltrane, Chet Baker y Glenn Gould.

## Recepción de la crítica
Peter Travers de Rolling Stone expresó: «Shame es demasiado devastadora y brutal como para resultar reconfortante. Pero Fassbender y Mulligan son dinamita y McQueen un provocador nato».
Mientras, Justin Chang de Variety, dijo: "Hay muchas razones para estar agradecido por Shame".
Todd McCarthy de The Hollywood Reporter opinó: «Guiada por una interpretación feroz y brillante de Michael Fassbender, Shame es un auténtico paseo por el lado oscuro».
En tanto, Roger Ebert, del Chicago Sun Times, la calificó con cuatro estrellas y la consideró una de las mejores películas del año y opinó: «"Shame contiene la verdad sin pestañear. Éste es un gran acto de filmación y de actuación. No creo que sea capaz de volver a verla».
Rafael Aviña, del diario mexicano Reforma, la calificó con tres estrellas y media y la ve como «una disección intimista de la represión, el abuso y la culpa (...) el retrato de un malestar compartido: el dolor de una generación subordinada al sexo y en el interior de una sociedad tecnócrata, consumista y competitiva. La genitalidad es la única motivación de una sociedad incapaz de reconocer sus limitaciones y sus miedos.»
Según Leonardo García Tsao, del diario mexicano La Jornada, «McQueen es un cineasta promisorio. Lo que le falta es saber conciliar sus evidentes intereses estéticos y gusto por la imaginería cristiana con una mirada que igual podría ser distanciada frente a sus personajes, pero más profunda».

## Premios
Globos de Oro
| Año  | Categoría          | Persona            | Resultado |
| ---- | ------------------ | ------------------ | --------- |
| 2011 | Mejor actor- drama | Michael Fassbender | Candidato |

Premios BAFTA
| Año  | Categoría                | Persona            | Resultado |
| ---- | ------------------------ | ------------------ | --------- |
| 2011 | Mejor actor              | Michael Fassbender | Candidato |
| 2011 | Mejor película británica |                    | Candidata |

Festival de Cine de Venecia
| Año  | Categoría                 | Persona            | Resultado |
| ---- | ------------------------- | ------------------ | --------- |
| 2011 | León de Oro               |                    | Candidata |
| 2011 | Copa Volpi al Mejor Actor | Michael Fassbender | Ganador   |
| 2011 | Premio FIPRESCI           | Steve McQueen      | Ganador   |
| 2011 | Premio CinemAvvenire      | Steve McQueen      | Ganador   |

Independent Spirit Awards
| Año  | Categoría                 | Persona | Resultado |
| ---- | ------------------------- | ------- | --------- |
| 2011 | Mejor Película Extranjera |         | Candidata |